# Tongxiao
Tongxiao (chinesisch 通霄鎮, Pinyin Tōngxiāo Zhèn, Hokkien Thong-siau-tìn, Hakka Thûng-sêu-chṳ́n) ist eine Stadtgemeinde (鎮,  Zhèn) im Landkreis Miaoli in der Republik China (Taiwan).

## Lage
Tongxiao liegt im Südwesten des Landkreises Miaoli an der Küste zur Taiwanstraße. Die Nord-Süd-Ausdehnung beträgt etwa 16 Kilometer und die Ost-West-Ausdehnung etwa 11 Kilometer. Die Küstenlänge beläuf sich auf über 16 Kilometer. Das Gelände wird von Hügeln dominiert, wobei die mittlere Höhe über dem Meeresspiegel von Südosten nach Nordwesten ansteigt und sanft zur Küste hin abfällt. Der mit etwa 438 Metern höchste Punkt liegt im Ortsteil Fuxing. Das Küstengebiet ist ein sandiges, weißes Dünengebiet mit dem Tongxiao-Strand und den drei Fischerhäfen Baisha, Xinpu und Tongxiao. Die wichtigsten Fließgewässer sind der Tongxiao-Bach (通霄溪) und der Nansei-Bach (南勢溪), deren Einzugsgebiet etwa 80 km² (etwa drei Viertel der Gemeindefläche) ausmacht. Die angrenzenden Gemeinden sind im Landkreis Miaoli die Gemeinden Yuanli im Süden, Houlong und Xihu im Norden, sowie Tongluo und Sanyi im Osten. Das Klima ist subtropisch warm und durch die Meeresnähe gemäßigt. Die Auswirkungen des Nordostmonsuns werden durch die östlich gelegene Bergkette des Houtoushan (虎頭山 – „Tigerkopf-Berg“) abgemildert.

## Geschichte
Die ursprünglichen Bewohner des Gebietes waren taiwanisch-indigene Völker aus den Ethnien der Honeyan bzw. Tonsuyan aus dem Volk der Taokas. Von diesen leitete sich der spätere Ortsname ‚Tongxiao‘ ab. Während der Zugehörigkeit Taiwans zum chinesischen Kaiserreich der Qing-Dynastie (1683 bis 1895) gehörte das Gebiet administrativ nacheinander zum Kreis Zhuluo, zum Kreis Changhua, und zum Departement Tamsui. Unter der Herrschaftszeit Kangxis († 1722) ließen sich zunächst überwiegend Hoklo vom Festland in der Gegend nieder. Nach dem unterdrückten Aufstand von Zhu Yigui gegen die Qing-Herrschaft 1721 wanderten dann vermehrt Hakka ein, die bald die Bevölkerungsmehrheit bildeten. Während der japanischen Herrschaft über Taiwan (1895 bis 1945) wurde in Schreibweise des Ortsnamens in die heutige Form abgeändert. Nach der Übernahme Taiwans durch die Republik China 1945 wurde Tongxiao eine Stadtgemeinde im neu eingerichteten Landkreis Hsinchu. 1950 erfolgte eine Verwaltungsreorganisation und aus den südlichen Anteilen des Landkreises wurde der neue Landkreis Miaoli gebildet. Seither ist Tongxiao eine Gemeinde im Landkreis Miaoli.

## Bevölkerung
Etwa 50 bis 60 % der Bevölkerung gehören der Hakka-Volksgruppe an. Ende 2019 lebten 172 Angehörige indigener Völker in Tongxiao, entsprechend einem Bevölkerungsanteil von 0,5 %.
| Gliederung von Tongxiao |
|                         |

## Verwaltungsgliederung
Tongxiao ist in 24 Ortsteile (里,  Li) untergliedert:
1 Tongdong  (通東里)

2 Tongxi  (通西里)

3 Tongnan  (通南里)

4 Meinan  (梅南里)

5 Pingyuan  (平元里)

6 Ping’an  (平安里)

7 Tongwan  (通灣里)

8 Xinpu  (新埔里)

9 Baixi  (白西里)

10 Baidong  (白東里)

11 Neidao  (內島里)

12 Fulong  (福龍里)

13 Fuyuan  (福源里)

14 Wumei  (烏眉里)

15 Neihu  (內湖里)

16 Fengshu  (楓樹里)

17 Zuntou  (圳頭里)

18 Chengbei  (城北里)

19 Chengnan  (城南里)

20 Nanhe  (南和里)

21 Fuxing  (福興里)

22 Pingding  (坪頂里)

23 Wubei  (五北里)

24 Wunan  (五南里)

## Wirtschaft

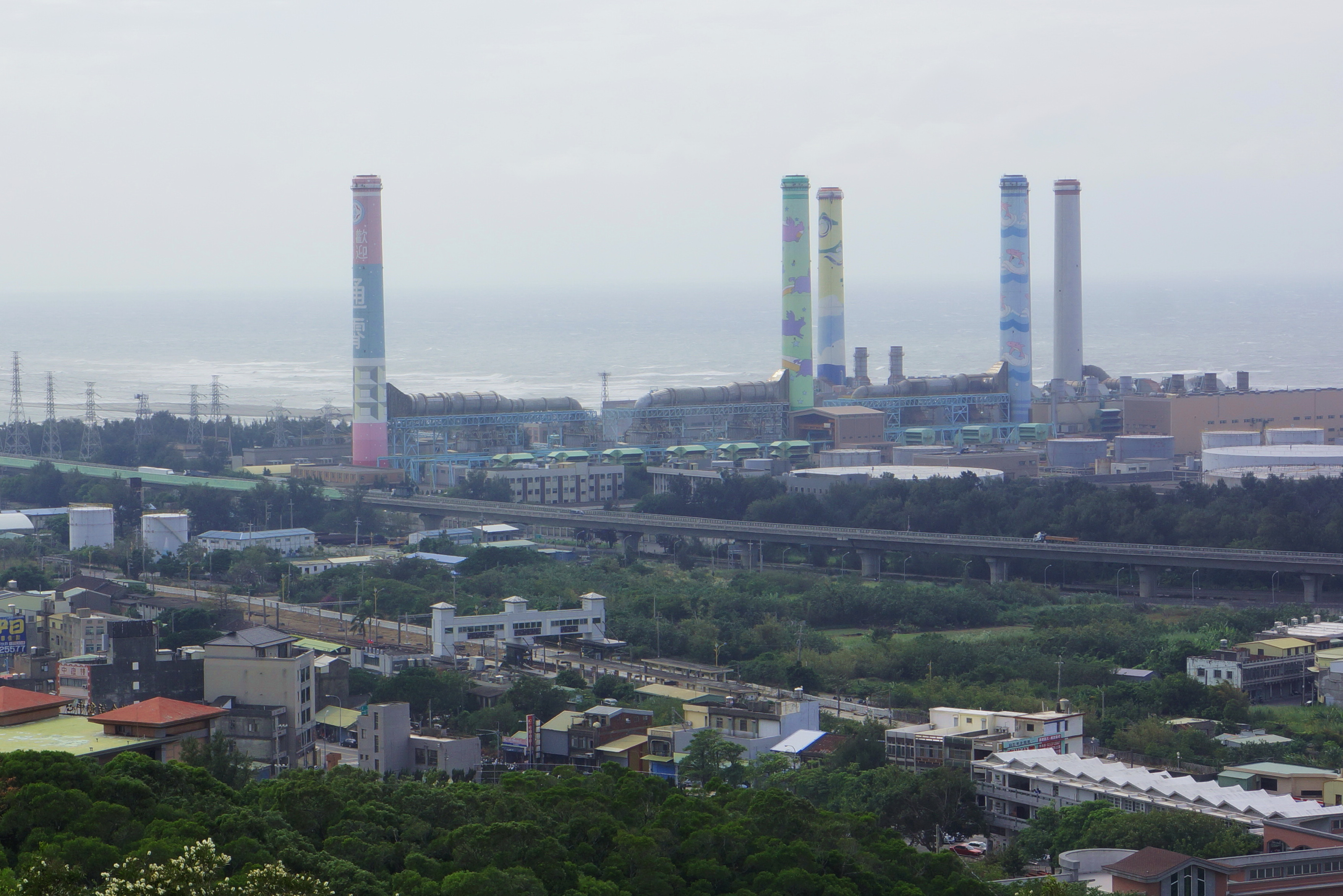
Kraftwerk Tongxiao

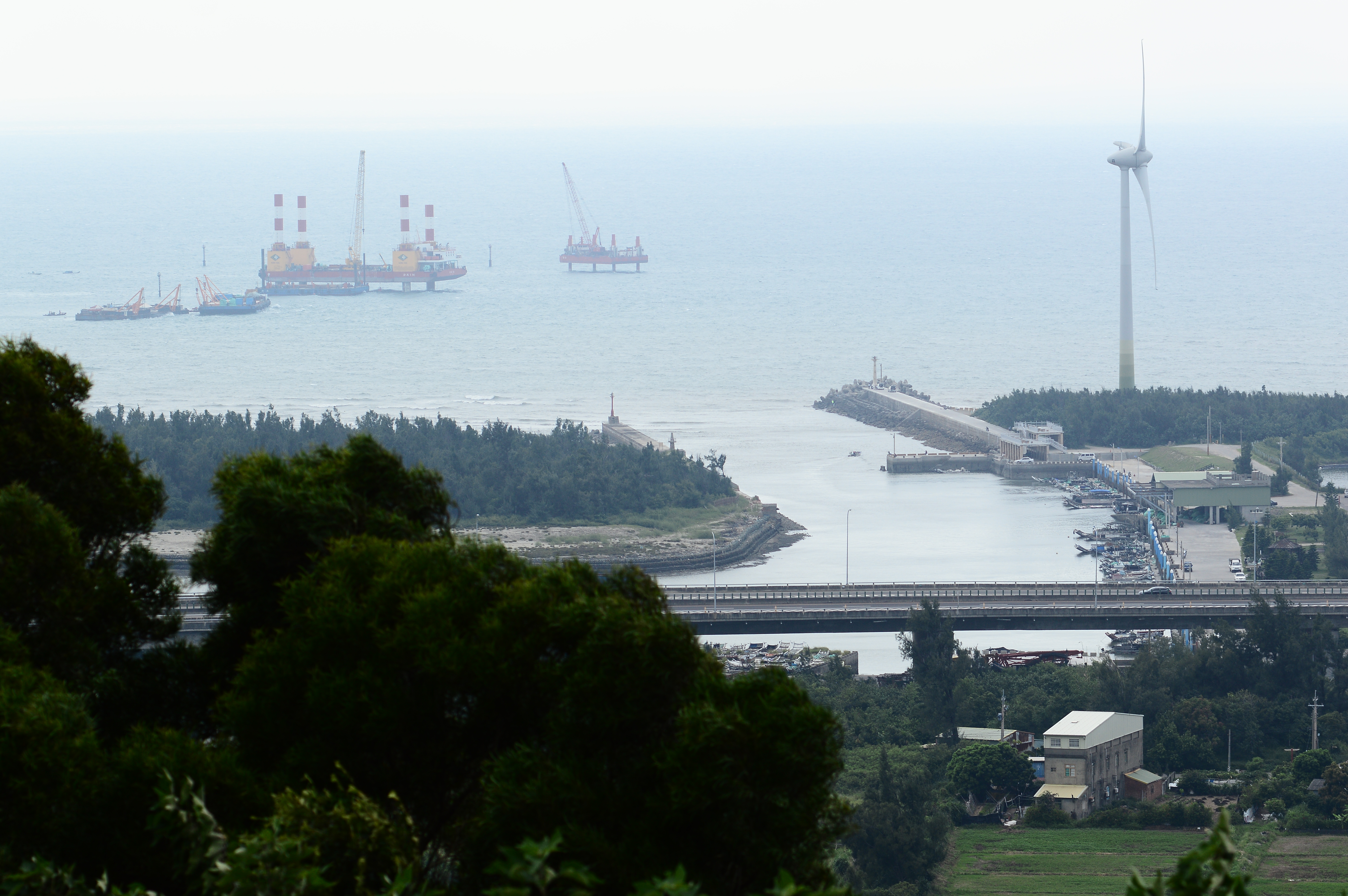
Tongxiao-Fischereihafen

Landwirtschaftlich genutzt werden vor allem die Flussterrassen entlang des Nansei-Bachs. Hauptprodukt ist Reis, sowie verschiedene Feldfrüchte (Süßkartoffeln, Erdnüsse, Zuckerrohr, Weintrauben, Wassermelonen, diverse Gemüse, Pampelmusen und andere Zitrusfrüchte, Tee u. a.). Es gibt drei kleine Fischereihäfen – Baishatun (白沙屯漁港, ), Xinpu (新埔海堤, ) und Tongxiao
(通霄漁港, ).
Die ersten frühindustriellen Aktivitäten in Tongxiao waren Ziegeleien in den westlichen Bergen. Im Ortsteil Pingling wird seit den 1950ern Erdöl und Erdgas gefördert.

## Verkehr
Hauptverkehrsstraße ist die Nationalstraße 3 (Autobahn), die in etwa zwei bis vier Kilometern Abstand parallel zur Küste verläuft. Direkt an der Küste entlang verläuft die Provinzstraße 63. Ins Landesinnere nach Westen verlaufen die Kreisstraßen 128 (nördlich) und 121 (südlich). Entlang der Küste verläuft auch die Küstenlinie (海線) der Taiwanischen Eisenbahn, die hier drei Bahnhöfe aufweist: Baishatun (白沙屯車站), Xinpu (新埔車站) und Tongxiao (通霄車站). Weiter im Landesinneren liegt die Trasse der Taiwanischen Hochgeschwindigkeitsbahn (THSR), die in Tongxiao jedoch keinen Halt aufweist.

## Besonderheiten
Etwas südlich des Tongxiao-Fischereihafens liegt der Tongxio-Badestrand (通霄海水浴場, ). Im Dorf Baidong befindet sich der Baishatun-Gongtian-Tempel (白沙屯拱天宮, ), ein Mazu-Tempel aus der Herrschaftszeit Xianfengs († 1861).

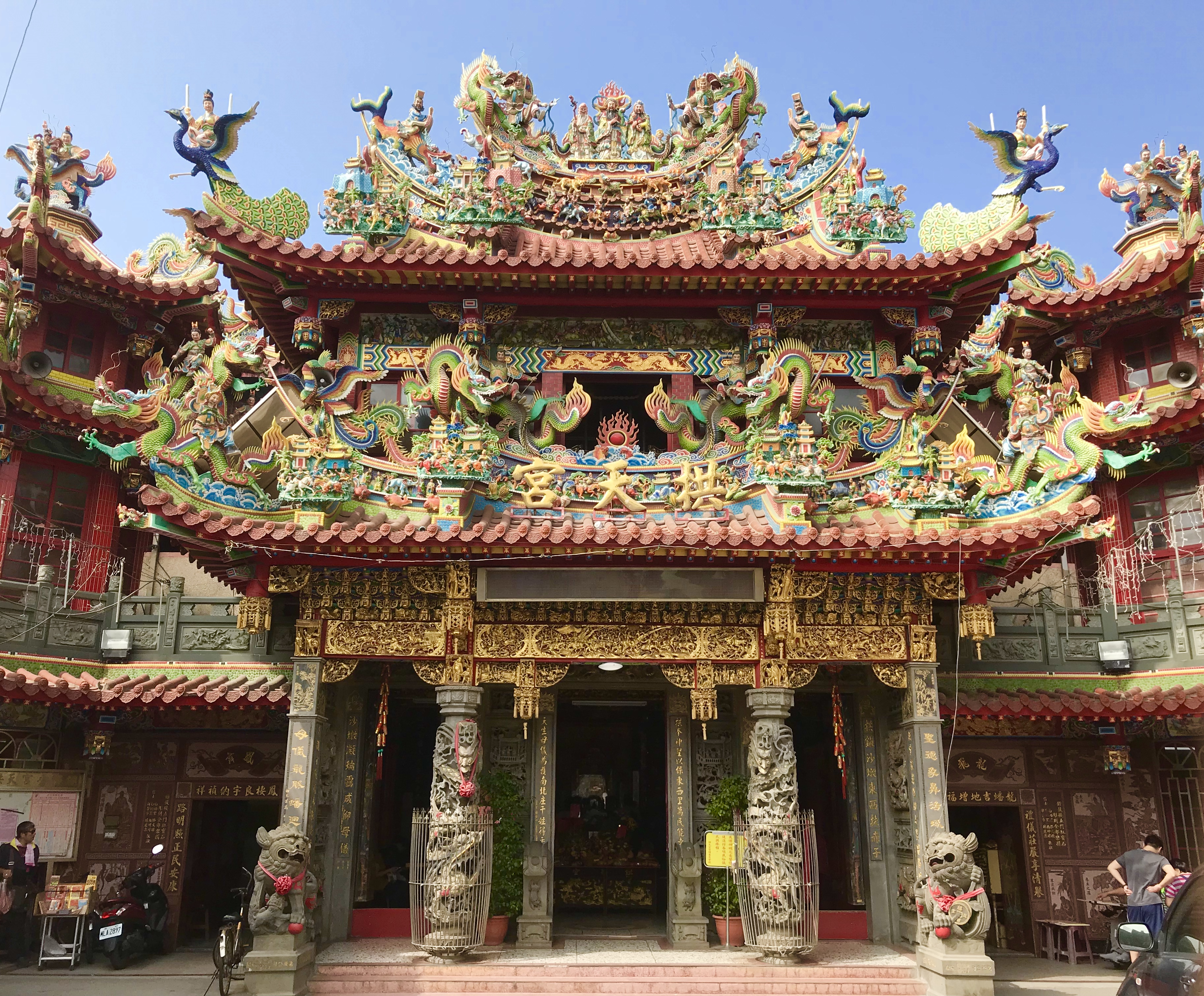
Baishatun-Gongtian-Tempel